# Parallelograms
Parallelograms (с англ. — «Параллелограммы») — дебютный студийный альбом американской певицы Линды Перхакс, спродюсированный кинокомпозитором Леонардом Розенманом. Оригинальное издание 1970 года на Kapp было практически проигнорировано критиками. Лейбл не продвигал пластинку, и вскоре винил исчез из музыкальных магазинов, а Перхакс вернулась к работе стоматологом-гигиенистом. Благодаря распространению пиратских копий, Parallelograms со временем приобрёл статус культового альбома. В 1998 году его впервые переиздали — именно тогда он получил широкое признание у критиков и слушателей. Песни пластинки выдержаны в таких стилях, как психоделический фолк, фолк-рок и -джаз, и блюз. Альбом способствовал рождению такого поджанра психоделического фолка, как фрик-фолк.

## Предыстория, запись и последствия
Хотя Перхакс начала сочинять песни в 27 лет, она проявляла творческие способности ещё в детстве, когда жила в Милл-Валли, но родители и школьные учителя не уделяли этому внимания. В конце 1960-х она окончила Университет Южной Калифорнии и переехала в Топанга Каньон, Калифорния. Она была замужем, но «не чувствовала себя комфортно в браке», поэтому взяла уроки игры на гитаре, чтобы найти «что-нибудь своё». Она работала гигиенистом в стоматологической клинике около Родео-драйв в Беверли-Хиллз, куда её в студенческие годы пригласил работать университетский профессор. Среди её клиентов были Кэри Грант, Пол Ньюман, Генри Фонда и композитор Леонард Розенман, обладатель премии «Оскар» за музыку к фильму «Барри Линдон» (1975).

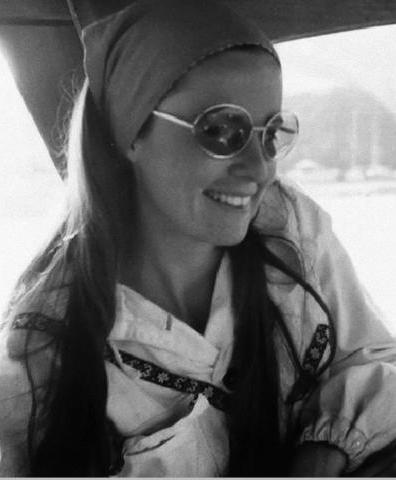
Перхакс в 1970 году для пресс-релиза Parallelograms

На одном из приёмов она рассказала Розенману, что пишет песни, но знает лишь четыре аккорда. Он заинтересовался этим, и Перхакс передала ему кассету с демо. На следующий день (суббота), прослушав кассету, Розенман позвонил девушке около восьми часов утра и уговорил её на сессию в студии. Той ночью Перхакс возвращалась домой по трассе Вентура и остановилась на заброшенной заправке, чтобы посмотреть на «красивейшие огни в небе» — тогда родилась «Parallelograms». Спустя две недели она сыграла Розенману несколько песен, и тот был так потрясён услышанным, что собрался потребовать у Universal Music бюджет на запись альбома. Руководители лейбла посетили сессию, во время которой певица исполнила «Sandy Toes». Затем подразделение Universal, Kapp, заключило с Перхакс контракт на запись. Розенман нанял студийных музыкантов; среди них были джазовый барабанщик Шелли Мэнн, басист Рейни Пресс и другие. По воспоминаниям певицы, Universal искали «вторую» Джони Митчелл, которая в то время была на Warner Music.
Весь Parallelograms написан Перхакс, кроме «Hey, Who Really Cares», её соавтор — саксофонист Оливер Нельсон. Певица считает, что хорошим подспорьем в сочинении песен была синестезия, помогавшая ей «показывать [свои] трёхмерные ощущения». Она не стала объяснять Розенману, как должна звучать заглавная песня, и нарисовала на листке зелёные круги, синие волны и розовые линии; она хотела, чтобы звук «переходил от одного динамика к другому, словно приобретая разные формы». Она никогда не пробовала принимать наркотики и галлюциногены для написания песен, хотя это было распространено среди музыкантов в 1970-е. По данным журналиста Жана-Даниэля Бовалле, Перхакс пользовалась студией как инструментом: она то замедляла, то ускоряла кассеты, то прокручивала их в обратном направлении, поэтому звучание диска вышло «своеобразным». «Музыка обычно приходит ко мне как дождь. Она стремительно разливается по мне и моей голове, и приходится бежать за бумагой и карандашом, чтобы успеть поймать её», — вспоминала Перхакс. Нанятый Kapp звукоинженер микшировал песни так, чтобы они были «радиодружелюбными». «Когда я впервые прослушала винил моего альбома, я выбросила его в мусор. <…> [Лейбл] уничтожил всю красоту. Звук был деревянным, вся его глубина исчезла», — отмечала она. Kapp не занимался продвижением диска. Разочарованная отсутствием внимания к своему творению, Перхакс вернулась к работе гигиенистом.
В последующие десятилетия певица продолжала сочинять песни, но не возвращалась в студию. В середине 1990-х Микаэль Окерфельдт, лидер прогрессивной метал-группы Opeth, записал кавер заглавного трека альбома. Тогда его друг Майкл Пайперс, руководивший нью-йоркским инди-лейблом The Wild Places, заинтересовался Parallelograms. Он взял у Kapp контакты певицы, в которых она была ошибочно указана как «Линда Перхапс» (с англ. perhaps — «может быть, возможно»), и пытался связаться с ней с 1998 года. Тогда Parallelograms впервые переиздали, но без ведома певицы. В 2000 году Пайперсу всё же удалось выйти с ней на связь: он отправил ей письмо в комплекте с компакт-диском с версией альбома с «деревянным звуком» (тогда она была единственной доступной). Певица передала лейблу оригинальную бобину, звук на которой не был испорчен. Следующее переиздание вышло в 2003 году. Помимо 11 песен оно включало 6 бонус-треков: демо и финальную версию ранее неизданной «If You Were My Man», интро «Hey, Who Really Cares», две демо «Chimacum Rain», а также «Spoken Intro To Leonard Rosenman», в которой певица перечислила звуковые эффекты, использованные в записи. В 2008 году Sunbeam Records провели ремастеринг пластинки и переиздали её в комплекте с отрывком интервью Перхакс для BBC, записанного в 2005 году, и неизданной «I Would Rather Love». Впоследствии Parallelograms переиздали трижды: в 2010 году на Mexican Summer и Sundazed Records и в 2014 году на Anthology Recordings. Примерно в то же время Перхакс заключила контракт с независимым лейблом Asthmatic Kitty, основанным Суфьяном Стивенсом, на запись нового альбома. Работа получила название The Soul of All Natural Things и вышла в свет в марте 2014 года.

## Музыка и тексты
Песни альбома выдержаны в таких стилях, как психоделический фолк, фолк-рок и -джаз, и блюз. Звучание характеризовали как акустическое, а продакшн сравнивали с первыми работами Джони Митчелл, в частности с дебютным Song to a Seagull (1967). Из инструментов преобладают гитара, электрогитара, орган и вокал, к которому применили различные авангардные звуковые эффекты для придания музыке психоделического оттенка. Голос описывали как «чистый вибрато, местами напоминающий детский». Хотя в текстах обсуждаются в основном «дамские штучки вроде мускулистых мужчин, дельфинов, лунного света, рогоза и рассвета пастельных тонов», в заглавном треке перечисляются геометрические фигуры, включая параллелограмм и другие. «Математика ещё никогда не звучала так красиво», — писал Дэвид Смит. Профессор музыки Оксфордского университета Лора Танбридж сочла упоминание фигур странным: по её мнению, оно не несёт какого-либо смысла, хотя «есть что-то завораживающее в том, что это научная терминология, которую обычно не поют». Она предположила, что геометрические фигуры отражают гармонию Перхакс с природным миром. «Это не только рассуждение о калифорнийской жизни, но и отход от линейного повествования в песне», — подытожила Танбридж.
Вокал в открывающей альбом «Chimacum Rain» редактор Pitchfork описал так: «Волны то плавно поднимаются, то опускаются, смешиваясь с нежным шёпотом — одним словом, завораживает». В бридже использована техника многослойной записи вокала, благодаря которой голос «гипнотизирует и сбивает с толку». Песня была написана в Чимакум, штат Вашингтон; в ней певица делится дилеммой: любовь должна закончиться расставанием. «Paper Mountain Man» содержит партии ударных, гармоники и гитары; она о «мучительной боли» из-за измен любимого человека. Певица играет с образами природы в «Dolphin» (первая написанная для альбома песня), «Moons and Cattails» и других. Первая — баллада с гитарно-вокальной аранжировкой и эффектом реверберации. Критики окрестили заглавный трек, состоящий из восьми слов, кульминацией альбома, так как он являет собой представление Перхакс о «визуальной музыке». Критики отнесли композицию к минималистичному психоделическому фолку и поделили её на три условные части: первый куплет, брейкдаун и повторение первого куплета. Трек начинается с дублированных партий акустической гитары в тональности до мажор и состоящего из нескольких слоёв вокала, «словно идущего по кругу». Затем происходит переход к мрачному эмбиент-бриджу с «искажёнными электронными голосами, флейтой и погремушками». В третьем и заключительном куплете песня возвращается к лейтмотиву. Басовая партия в «Sandy Goes» напомнила одному критику «As The World Falls Down» Дэвида Боуи. В «Porcelain Baked-Over Cast-Iron Wedding» иронизируется и осуждается материальная культура, в частности помпезность свадеб в Беверли-Хиллз, которые организуют, чтобы «показать свои богатства, но не принести клятвы».

## Отзывы современников и ретроспектива
| Оценки критиков           | Оценки критиков |
| Источник                  | Оценка          |
| ------------------------- | --------------- |
| AllMusic                  | [ 21 ]          |
| Billboard                 | (положительная) |
| Cashbox                   | (положительная) |
| Pitchfork                 | 8.6/10          |
| PopMatters                | 7/10            |
| The Sydney Morning Herald | (положительная) |
| Tiny Mix Tapes            | [ 22 ]          |
| Uncut                     | [ 27 ]          |
| Variety                   | (положительная) |

После выпуска альбом был практически проигнорирован критиками. Сохранились три рецензии современников на Parallelograms. Обозреватель Billboard отметил широкий диапазон голоса Перхакс, добавив: «С помощью музыки и слов [эти «хрупкие» песни] исследуют не только понятие звука, но и его значение». Критик назвал «Dolphin», «Call of the River», «Moons and Cattails», «Morning Colors» и заглавный трек самыми яркими момента альбома. Редактор Cashbox разместил свой отзыв на пластинку в разделе «Лучшие новички» (англ. Newcomer Picks). Он предположил, что Parallelograms не получит должного внимания, потому что это «спокойная, но впечатляющая музыка», и отметил продакшн и аранжировки Розенмана, подытожив: «Почти весь альбом очарователен по содержанию, мягкий и глубокий голос Линды отдаётся эхом от себя, поднимаясь всё выше и выше». В отзыве Variety, опубликованном в конце ноября 1970 года, отмечался композиторский талант певицы. За малым количеством рецензий последовал коммерческий провал, в результате чего к концу года альбом исчез с прилавков музыкальных магазинов. Однако в последующие десятилетия активно распространялись его пиратские копии. Обладатели оригинального винила «тиражировали альбом и отдавали экземпляры самым достойным». Известно, что одним из «пиратов» был Микаэль Окерфельдт.
«Я ничего не слышала об отзывах, хороших или плохих; никакой обратной связи, только с одним дистрибьютором, который признался, что альбом ему понравился. <…> Помню, мне сказали, что пластинка хорошо продавалась в местах с красивой природой: Гавайи, Канада, Колорадо, Аляска, Тихоокеанский Северо-Запад».
Современные музыкальные критики не обошли переиздание Parallelograms стороной. На сайте-агрегаторе Album of the Year пластинка имеет среднюю оценку 87 баллов из 100 на основе четырёх рецензий критиков, что соответствует «всеобщему признанию». По мнению обозревателя AllMusic, песни альбома имеют необычное звучание и вызывают «чувство лёгкости и изолированности»: «Это привлекательно грустный и мечтательный авторский фолк». Энди Бета из Pitchfork восхищался: «Эта работа настолько личная и сокровенная, что я могу слушать её лишь уединившись в своей комнате. Хотя мы почти ничего не знаем о Перхакс, эта музыка раскрывает так много подробностей о её душе и образе мышления, что я уверен: я не смогу разделить этот альбом с кем-то». Рецензент Tiny Mix Tapes назвал Перхакс альтернативой Джони Митчелл из-за схожего тембра голоса, а пластинку оценил на максимальный балл и описал её как «чистую магию». Ричи Унтербергер в книге «8 милей в высоту» заявил, что описать альбом не представляется возможным: «Самым упёртым слушателям он покажется слишком вычурным в плане текстов, и всё же он новаторский». По словам рецензента Uncut, песни Parallelograms сильны, а экспериментальность звучания даёт диску преимущество перед многими фолк-работами 1970-х. И всё же критик средне оценил работу. Майкл Метивье из PopMatters отметил, что альбом опередил своё время и напоминает «результат экспериментирования любопытного ума [Перхакс] с природой звука». В газете The Sydney Morning Herald подчеркнули: «Если это не великий альбом, то он настолько близок к тому, чтобы стать им, что другие артисты могут лишь мечтать о подобном. Мы не должны упустить предоставленный нам второй шанс расслышать его».

## Влияние и использование в медиа

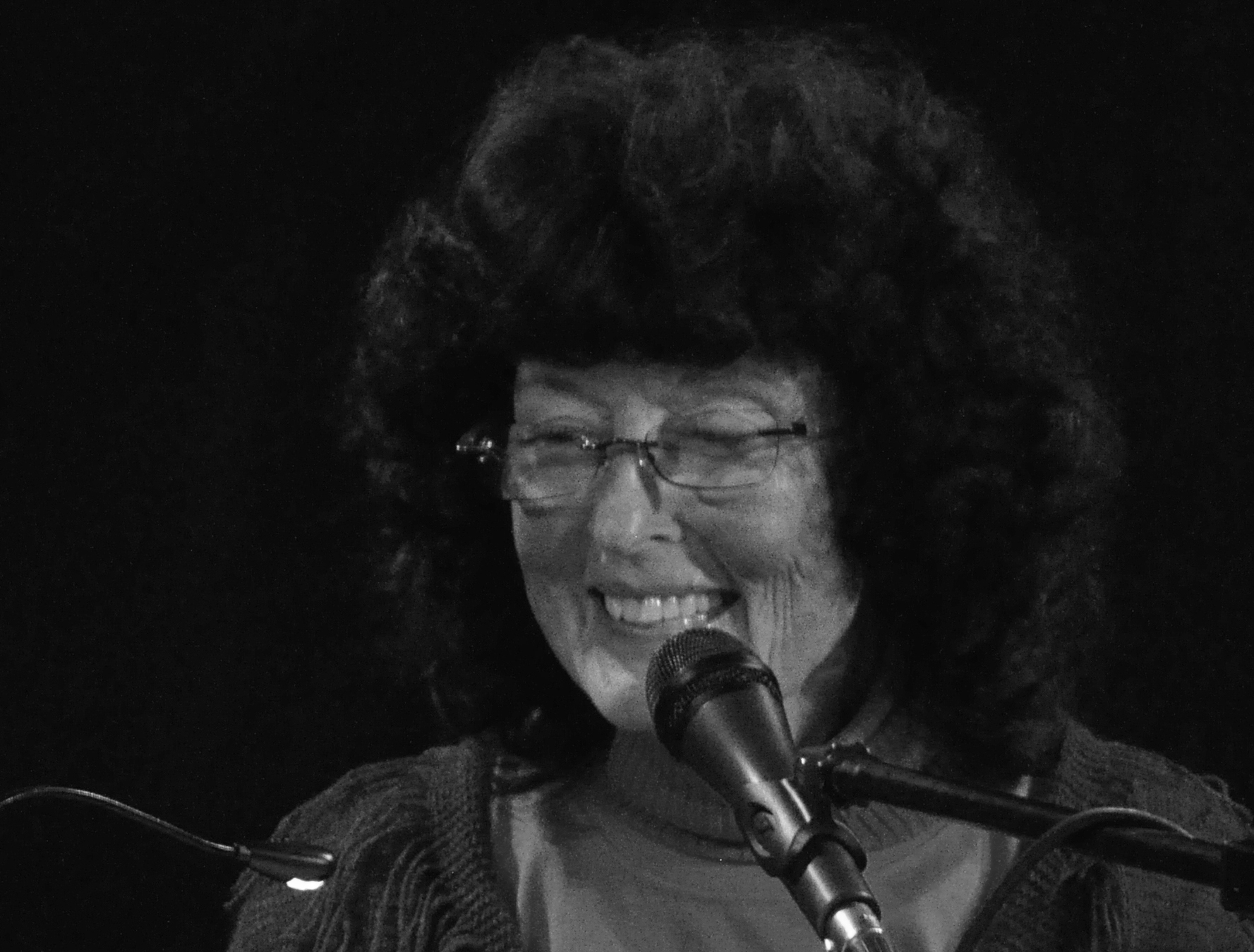
Перхакс на выступлении в марте 2014 года

Нелегальное распространение Parallelograms привело к приобретению им статуса культового альбома, особенно среди коллекционеров винила. Благодаря им Parallelograms получил второй шанс быть услышанным. Том Юрек из AllMusic признал диск «психоделическим фолк-шедевром». Журнал Fact поместил пластинку на 30-е место в рейтинге «100 лучших альбомов 1970-х». Некоторые музыканты указали Parallelograms как источник вдохновения, а именно Суфьян Стивенс, Шон Леннон, Микаэль Окерфельдт, Девендра Банхарт, Джоанна Ньюсом и Ноа Леннокс (в частности в работе над альбомом Person Pitch).
Кроме того, пластинку причисляют к важнейшим работам поджанра психоделического фолка — фрик-фолка (англ. freak-folk), — родившегося с появлением «культуры переиздания», которая открывает для новых поколений забытых музыкантов и их альбомы. Исследователь музыки Кайя Блэкбёрн предположила, что Parallelograms, несмотря на новаторское звучание, не получил должного внимания из-за иных культурных установок — тогда лейбл позиционировал Перхакс как «поп-певицу», а в рецензиях Billboard часто встречалось слово «хрупкость», «несущее в себе множество гендерных стереотипов <…> об „очаровательной женственности“ и „виртуозной мужественности“». Однако наступление информационной эры, начало движения New Weird America и появление альтернативной прессы сформировали новую музыкальную среду с подходящими условиями для женщин-музыкантов, таких как Перхакс или Вашти Баньян (Just Another Diamond Day, 1970). «Тот факт, что критики начали восхвалять экспериментальность [её] музыки только с выходом The Soul of All Natural Things в 2014 году, а не Parallelograms, показывает изменения в общественном восприятии женщин-композиторов в среде фрик-фолка», — подытожила Блэкбёрн.
Кроме того, песни Parallelograms использовались в телесериалах и работах других музыкантов. «Hey, Who Really Cares» выбрали заглавной темой для медицинской драмы ABC «Мэтт Линкольн» с Винсом Эдвардсом в главной роли, которую транслировали в конце 1970 года. Спустя два года ритм-энд-блюз-группа The Whispers перепела песню для дебютного альбома The Whispers’ Love Story. Сэмпл их версии был использован рэпером The Notorious B.I.G. в песне «Niggas Bleed» с Life After Death (1997). В 2009 году британский хип-хоп исполнитель Lowkey использовал сэмпл версии Перхакс в «Who Really Cares» из сборника Uncensored. «If You Were My Man» была включена в фильм Electroma (2007) французского электронного дуэта Daft Punk. Отрывок «Chimacum Rain» использовали Prefuse 73 в «Rain Edit Interlude» с Surrounded by Silence (2005) и Jadakiss в «Rain» с Top 5 Dead or Alive (2015). Кроме того, песня прозвучала в эпизоде «Доставщик, не более» (англ. A Messenger, Nothing More) пятого сезона американского комедийно-драматического телесериала «Девочки Гилмор». По сюжету, после разговора с Дином (Джаред Падалеки), Рори (Алексис Бледел) остаётся у дома его родителей и смотрит на улетающую связку красных воздушных шаров. Эпизод вышел в эфир телеканала The WB 28 сентября 2004 года. В титрах песня указана не была.

## Список композиций
Все песни написаны Линдой Перхакс, за исключением «Hey, Who Really Cares» (Перхакс, Оливер Нельсон); продюсер — Леонард Розенман. 
| №                   | Название                                 | Длительность |
| ------------------- | ---------------------------------------- | ------------ |
| 1.                  | «Chimacum Rain»                          | 3:33         |
| 2.                  | «Paper Mountain Man»                     | 3:13         |
| 3.                  | «Dolphin»                                | 2:56         |
| 4.                  | «Call of the River»                      | 3:51         |
| 5.                  | «Sandy Toes»                             | 3:00         |
| 6.                  | «Parallelograms»                         | 4:36         |
| 7.                  | «Hey, Who Really Cares»                  | 2:44         |
| 8.                  | «Moons and Cattails»                     | 4:09         |
| 9.                  | «Morning Colors»                         | 4:48         |
| 10.                 | «Porcelain Baked-Over Cast-Iron Wedding» | 4:01         |
| 11.                 | «Delicious»                              | 4:08         |
| Общая длительность: | Общая длительность:                      | 41:02        |

| №   | Название                             | Длительность |
| --- | ------------------------------------ | ------------ |
| 12. | «If You Were My Man» (Demo)          | 3:30         |
| 13. | «If You Were My Man» (Studio)        | 2:59         |
| 14. | «Hey, Who Really Cares» (With Intro) | 3:01         |
| 15. | «Chimacum Rain» (Demo)               | 3:45         |
| 16. | «Spoken Intro to Leonard Rosenman»   | 2:19         |
| 17. | «Chimacum Rain» (Demo With Sounds)   | 4:13         |

| №   | Название               | Длительность |
| --- | ---------------------- | ------------ |
| 18. | «BBC Interview» (2005) | 5:52         |
| 19. | «I Would Rather Love»  | 3:06         |

## Участники записи
Данные адаптированы с Discogs. 
- Линда Перхакс — вокал, акустическая гитара, аранжировка, электронные эффекты
- Леонард Розенман — продюсер, аранжировка, электронные эффекты
- Стив Кон — 6-струнная гитара, 12-струнная гитара, электрогитара, аранжировка
- Джон Ньюфелд — флейта, саксофон
- Митт Холланд[англ.] — перкуссия
- Шелли Мэнн — перкуссия
- Рейни Пресс — бас-гитара, гитара Fender
- „Томми“ — гармоника
- Брайан Ингольдсби — эффекты для валторны (трек 1), сведение
- „Флитфут“ из Лорел Каньона[англ.] — гитара (трек 19)
- Терри Браун — сведение
- Боб Флик — фотографии
- Вирджиния Кларк — оформление обложки